# Daniel Kahneman
Daniel Kahneman, född 5 mars 1934 i Tel Aviv, död 27 mars 2024, var en israelisk-amerikansk psykolog som 2002 belönades med Sveriges Riksbanks pris i ekonomisk vetenskap till Alfred Nobels minne, för sitt arbete om psykologisk ekonomi. Han tog sin akademiska grundexamen vid Hebreiska universitetet i Jerusalem och kom sedan via ett stipendium till University of California där han avlade sin doktorsexamen. Daniel Kahneman är känd för sin forskning inom exempelvis beslutsfattande, riskbedömning och människans rationalitet. Han anses vara en av grundarna till det fält som kallas beteendeekonomi (eng. behavioral economics). Kahneman anses höra till de mest inflytelserika psykologerna i världen och hans forskning har haft ett stort inflytande inom en mängd olika områden utöver psykologi, till exempel nationalekonomi, politik och medicin.
Kahneman var under senare år professor emeritus i psykologi vid Princeton University. 2011 utkom han med boken Thinking, fast and slow som snabbt blev en bästsäljare och utsågs till en av årets bästa böcker av The Wall Street Journal, The Economist och The New York Times Book Review. Boken sålde inom kort i över en miljon exemplar världen över och hyllades som "ett mästerverk" och "ett landmärke inom samhällsvetenskapen". 2012 gavs boken ut i svensk översättning av Pär Svensson med titeln Tänka, snabbt och långsamt på Volante förlag.